# B3 (EP)
Singles de Placebo
Bright Lights Too Many Friends
B3 est un EP (Maxi Single) du groupe Placebo sorti le 16 octobre 2012. Il contient le single B3 de Placebo, la reprise I Know You Want To Stop de Minxus, ainsi que trois autres titres composés par Placebo. Ce Maxi Single est la seule publication du groupe en 2012, comme un pont vers 2013 et la sortie de son album suivant.

## Liste des pistes
| No | Titre                   | Durée |
| -- | ----------------------- | ----- |
| 1. | B3                      |       |
| 2. | I Know You Want To Stop |       |
| 3. | The Extra               |       |
| 4. | I.K.W.Y.L.              |       |
| 5. | Time Is Money           |       |